# William Kerr, IV marchese di Lothian
William Kerr, IV marchese di Lothian (1710 – Bath, 12 aprile 1775), è stato un nobile, politico e ufficiale scozzese.

## Biografia
Era il figlio maggiore di William Kerr, III marchese di Lothian, e di sua moglie, Lady Margaret Nicolson.

## Carriera militare
Nel 1739 fu capitano nel 31º Reggimento di fanteria e, dal 1741, del 1º Reggimento delle Grenadier Guards.
Ha combattuto nella battaglia di Fontenoy (1745), mentre prestava servizio come un aiutante di campo del duca di Cumberland e fu ferito durante la battaglia. Successivamente venne promosso a colonnello. Nello stesso anno, è stato nominato tenente colonnello dell'11° Reggimento degli ussari, e comandò la cavalleria sulla fascia sinistra alla battaglia di Culloden nel 1746. Dopo la battaglia, ha comandato le forze a Aberdeen fino ad agosto. Nello stesso anno, è stato nominato Groom of the Chamber del duca di Cumberland.

## Matrimonio
Sposò, il 6 novembre 1735, Lady Caroline Darcy, figlia di Robert Darcy, III conte di Holderness, e di Lady Frederica Susanna Schomberg. Ebbero tre figli:
- William Kerr, V marchese di Lothian (1737-1815)
- Lady Louisa Kerr (1738-1830), sposò Lord George Lennox, ebbero quattro figli;
- Lady Wilhelmina Emilia Kerr (1759-?), sposò il colonnello John McLeod, ebbero nove figli.

## Morte
Nel 1767, succedette al padre e l'anno dopo venne nominato Cavaliere del Cardo. È stato promosso a generale nel 1770 e morì nel 1775 a Bath.